# Frederico Gil
Frederico Gil (Lisbona, 24 marzo 1985) è un tennista portoghese.

## Biografia

### Carriera tennistica
Debutta nel circuito ATP al torneo di casa di Estoril nel maggio 2006 grazie ad una wildcard giungendo ai quarti di finale dopo aver sconfitto al secondo turno il n. 33 del mondo Dmitrij Tursunov.
Torna in un tabellone principale ATP al Grand Prix Hassan II di Casablanca nell'aprile dell'anno successivo battendo al turno decisivo delle qualificazioni Viktor Troicki, ma viene subito sconfitto dal francese Julien Benneteau, la settimana successiva riceve nuovamente una wild card per Estoril dove sconfigge lo spagnolo Rubén Ramírez Hidalgo prima di venire eliminato dal n. 15 del mondo Richard Gasquet. A maggio manca la qualificazione al Roland Garros.
Nel 2008 partecipa nuovamente ad Estoril e viene battuto al terzo turno dal numero uno Roger Federer, entra per la prima volta nel main draw di un torneo del Grande Slam a Parigi ma esce subito per mano di Jérémy Chardy che lo sconfiggerà al primo turno anche del Torneo di Wimbledon.
Grazie comunque a buoni risultati a livello Challenger, dove nei tre precedenti anni ha conseguito tre vittorie e nove semifinali, ad inizio agosto entra, seppur brevemente, per la prima volta nelle prime 100 posizioni del ranking garantendosi comunque l'accesso automatico agli US Open in cui incontra per la terza volta su tre partecipazioni in tornei dello Slam il francese Chardy che lo estromette nuovamente.
Con le semifinali a Johannesburg e a Costa do Sauipe del febbraio 2009, le prime in un 250 ottenute peraltro in due settimane consecutive, scala 25 posizioni rientra prepotentemente nei primi 100 della classifica.
A marzo si qualifica al suo primo Masters 1000 a Miami dove sconfigge nei primi due turni Miša Zverev e Ivo Karlović prima di arrendersi a Rafael Nadal.
Successivamente nella stagione coglie i quarti di finale a Casablanca, il terzo turno a New Haven, oltre ad una vittoria, una finale ed una semifinale nei challenger, chiudendo l'anno alla 68ª posizione del ranking.
Nel 2010 non conferma l'inizio stagione dell'anno precedente, ma al torneo di casa di Estoril raggiunge la sua prima finale a livello ATP, dove viene battuto dallo spagnolo Albert Montañés in tre set.
Agli Australian Open 2011 vince il suo primo match in carriera in un Grande Slam eliminando al primo turno, in cinque set combattuti, l'uruguaiano Pablo Cuevas.
Al Masters 1000 di Monte-Carlo, partendo dalle qualificazioni, sconfigge nell'ordine Debonis, Cipolla, Stachovs'kyj, Mayer e Monfils diventando il primo portoghese della storia a raggiungere i quarti di finale in un torneo di questo livello.

## Statistiche

### Singolare

#### Finali perse (1)
| Legenda                        |
| Grande Slam (0)                |
| ATP World Tour Finals (0)      |
| ATP World Tour Master 1000 (0) |
| ATP World Tour 500 Series (0)  |
| ATP World Tour 250 Series (1)  |

| Numero | Data          | Torneo                | Superficie  | Avversario in finale | Punteggio        |
| 1.     | 9 maggio 2010 | Estoril Open, Estoril | Terra rossa | Albert Montañés      | 2-6, 7–6(4), 5-7 |

### Doppio

#### Vittorie (1)
| Numero | Data            | Torneo                           | Superficie  | Partner              | Avversari in finale          | Punteggio         |
| 1.     | 5 febbraio 2012 | Movistar Open, Santiago del Cile | Terra rossa | Daniel Gimeno Traver | Pablo Andújar Carlos Berlocq | 1-6, 7-5, [12-10] |